# Plusquamperfectum (Latijn)
Het plusquamperfectum, Latijn voor 'meer dan perfectum', is een verleden tijd uit het Latijn die in het Nederlands voltooid verleden tijd wordt genoemd.
Bijvoorbeeld "ik had geroepen" of "ik was gegaan".

## Vorming in het Latijn
In het Latijn wordt de actieve indicatief plusquamperfectum gevormd door de perfectumstam + als uitgang: het imperfectum van esse.
De passieve indicatief plusquamperfectum wordt gevormd met 2 delen: het participium perfectum en de indicatief imperfectum van 'esse'.
NB Strikt genomen wordt de actieve indicatief plusquamperfectum gevormd door de perfectumstam met daaraan vast de kenletters -ěra- en de uitgangen (1e p. enk.-m, 2e p. enk.-s, 3e p. enk.-t, 1e p. mv.-mus, 2e p. mv.-tis, 3e p. mv.-nt). Deze 2 laatste delen komen in dit geval overeen met het imperfectum van 'esse'. Voor de deponente werkwoorden bestaat er geen plusquamperfectum.

## Vervoeging

### Actieve indicatief plusquamperfectum
| a-stam         | e-stam       | i-stam        | mk-stam     | esse (zijn) | posse (kunnen) | vertaling clamare      |
| -------------- | ------------ | ------------- | ----------- | ----------- | -------------- | ---------------------- |
| clamav-era-m   | timu-era-m   | audiv-era-m   | dix-era-m   | fu-era-m    | potu-era-m     | ik had geroepen        |
| clamav-era-s   | timu-era-s   | audiv-era-s   | dix-era-s   | fu-era-s    | potu-era-s     | jij had geroepen       |
| clamav-era-t   | timu-era-t   | audiv-era-t   | dix-era-t   | fu-era-t    | potu-era-t     | hij/zij had geroepen   |
| clamav-era-mus | timu-era-mus | audiv-era-mus | dix-era-mus | fu-era-mus  | potu-era-mus   | wij hadden geroepen    |
| clamav-era-tis | timu-era-tis | audiv-era-tis | dix-era-tis | fu-era-tis  | potu-era-tis   | jullie hadden geroepen |
| clamav-era-nt  | timu-era-nt  | audiv-era-nt  | dix-era-nt  | fu-era-nt   | potu-era-nt    | zij hadden geroepen    |
| Nederlands     |              |               |             |             |                |                        |
| had geroepen   | had gevreesd | had gehoord   | had gezegd  | was geweest | had gekund     |                        |

NB: De uitgang van de 3e persoon meervoud van de actieve indicatief plusquamperfectum (-erant) lijkt op de uitgang van de 3e persoon meervoud van de actieve indicatiefperfectum (-erunt).

### Passieve indicatief plusquamperfectum
| a-stam         | e-stam        | i-stam        | mk-stam      | esse (zijn) | posse (kunnen) | vertaling clamare            |
| -------------- | ------------- | ------------- | ------------ | ----------- | -------------- | ---------------------------- |
| clamatus eram  | timitus eram  | auditus eram  | dictus eram  | -           | -              | ik was geroepen              |
| clamatus eras  | timitus eras  | auditus eras  | dictus eras  | -           | -              | jij was geroepen             |
| clamatus erat  | timitus erat  | auditus erat  | dictus erat  | -           | -              | hij - zij - het was geroepen |
| clamati eramus | timiti eramus | auditi eramus | dicti eramus | -           | -              | wij waren geroepen           |
| clamati eratis | timiti eratis | auditi eratis | dicti eratis | -           | -              | jullie waren geroepen        |
| clamati erant  | timiti erant  | auditi erant  | dicti erant  | -           | -              | zij waren geroepen           |
| Nederlands     |               |               |              |             |                |                              |
| was geroepen   | was gevreesd  | was gehoord   | was gezegd   | -           | -              |                              |

## Vertaling
Je kunt de indicatief plusquamperfectum het beste vertalen met de voltooid verleden tijd. Het komt in het Latijn voor dat het in het Latijn in bijvoorbeeld het perfectum wordt geschreven en je het in het Nederlands met een plusquamperfectum moet vertalen. Dit kan ook andersom het geval zijn. Er staat dan vaak bij het woord in het woordenboek bij de Nederlandse vertalen +plpf.
Nuttige wenk: Bij het voegwoord postquam (nadat) en daarna een perfectumvorm moet je altijd de perfectumvorm met een voltooid verleden tijd vertalen.
Voorbeeld:
Postquam Sneep in animo habuit Perkamentum necare, schola eum cecidit.
Nadat Sneep van plan was geweest Perkamentus te doden, doodde de school hem.
Postquam Augustus vita cessit, Tiberius imperator erat.
Nadat Augustus was gestorven, was Tiberius de keizer.

## Voorbeelden
- Puella pulchra fortiter pugnaverat. - Het mooie meisje had dapper gestreden.
- Audiveras bene. - Jij had goed geluisterd.
- Caedes creverat bis. - Het bloedbad was tweemaal gegroeid.